# هاراز جومبو كيبيت
هاراز جومبو كيبيت هي محافظة فرعية في إقليم البطحة في تشاد .